# Národní myšlenka
Národní myšlenka je název občanského sdružení, které vydává časopis a spravuje internetové stránky stejného jména. Uveřejňuje články s politickou, společenskou, historickou i ekonomickou tematikou. Články jsou psány zejména v duchu národního konzervatismu a ekonomického liberalismu. V souvislosti s časopisem a webem se uvádí, že jejich autory jsou pravicoví extremisté.
O sdružení se kriticky vyjadřoval v kontextu hodnocení Spenglerova díla Břetislav Horyna.
Národní myšlenka každoročně uděluje cenu Emanuela Moravce pro „škůdce národa“. Za rok 2010 byla udělena Václavu Havlovi a za rok 2011 Karlu Schwarzenbergovi.